# Coll de Vila-roja
El Coll de Vila-roja és una collada situada a 947,5 m alt en el terme comunal de Costoja, a la comarca del Vallespir (Catalunya del Nord), a prop del termenal amb Serrallonga. En els mapes de l'IGN apareix, per error, com a Moll, en lloc de Coll. Està situat a la zona de ponent del terme de Costoja, al sud-oest del poble de Vila-roja, a la carena principal dels Pirineus, la que separa les conques de la Muga, al sud, i de la Quera, afluent del Tec. És a prop i a llevant del Coll Capellera, a prop i al sud-oest de Can Bosquet.